# مقاطعة ستوتسمان (داكوتا الشمالية)
ستوتسمان (بالإنجليزية: Stutsman)‏ هي إحدى مقاطعات ولاية داكوتا الشمالية في الولايات المتحدة الأمريكية.